# ACCESS.bus
Der ACCESS.bus (oft auch als A.b abgekürzt) war ein Peripheriebus zum Anschließen diverser Geräte an einen PC.
Als Anfang der 1990er Jahre klar wurde, dass die alten Schnittstellen wie seriell, PS/2 und Gameport nicht mehr den Anforderungen moderner Computer an Eingabe- und andere Peripheriegeräte genügen, wurde bei Philips die Idee entwickelt den I²C Bus als externe Schnittstelle zu verwenden. Mit 100kbit/s war der Access.bus jedoch dem wenig später auf dem Markt erscheinenden USB deutlich unterlegen und konnte nie eine nennenswerte Bedeutung erlangen. Zusätzlich problematisch dürfte sich ausgewirkt haben, dass für die Verwendung von Access.bus in Geräten Lizenzzahlungen fällig waren, beim USB jedoch nicht.
Mitte der 1990er Jahre gab es einige Joysticks, Mäuse und Tastaturen mit Access.bus Schnittstellen, sowie einige Prototypen von anderen Geräten, die wenigsten davon haben jedoch jemals den Handel erreicht.